# Scientific American Frontiers
Scientific American Frontiers fue un programa de televisión sobre ciencia, complementario de la revista Scientific American. Fue emitido por la cadena estadounidense PBS entre 1990 y 2005. Se trataba de un espacio divulgativo destinado a informar sobre nuevas tecnologías y descubrimientos en ciencia y en Medicina.

## Presentadores
Se emitió por primera vez el 1 de octubre de 1990, con el profesor del MIT Woodie Flowers como presentador de las tres primeras temporadas.  Le siguió el actor Alan Alda, hasta la decimoquinta temporada.